# 小瀧望
小瀧 望（こたき のぞむ、1996年7月30日 - ）は、日本のアイドル、タレント、俳優、歌手、ファッションモデル。男性アイドルグループ・WEST.（旧ジャニーズWEST）のメンバー。
大阪府出身。STARTO ENTERTAINMENT所属。

## 来歴
『探偵学園Q』などに出演する山田涼介に憧れ、親から勧められていたこともあり、自ら履歴書を送りオーディションを経て2008年7月17日にジャニーズ事務所に入所。翌月にはHey! Say! 7WEST（後の7 WEST）への加入が発表される。
2014年4月23日、ジャニーズWESTのメンバーとしてCDデビューする。
2015年11月、『MORSE - モールス -』で舞台単独初主演を果たす。
2016年、雑誌『FINEBOYS』で3月号からレギュラーモデルに起用される。
2018年3月3日公開、『プリンシパル〜恋する私はヒロインですか?〜』で映画初主演（黒島結菜とW主演）を果たす。
2019年10月、『決してマネしないでください。』で連続ドラマ初主演。
2021年2月、舞台『エレファント・マン』の演技が評価され、第28回読売演劇大賞の杉村春子賞および優秀男優賞を受賞。
2024年1月、個人公式Instagramを開設した。

## 人物
メンバーの藤井流星とはプライベートでも仲が良く、高身長である2人のコンビは「ツインタワー」と呼ばれている。西畑大吾とは高校3年間同じクラスの同級生。
メンバーからは「のんちゃん」「コタキ」「望」と呼ばれている。
グループ内ではビジュアル担当だが、お笑いが好きでライブのMCや冠番組のトークでもボケることがある。
幼稚園の年長から小学6年生までサッカー一筋。林大地と同じサッカークラブに所属し、ポジションはセンターバックなどをつとめていた。仕事を初めてからも、サッカー番組に出演している。
7歳上の姉がいる。

## 出演

### テレビドラマ
- サムライ転校生 〜我ガ道ハ武士道ナリ〜（2009年3月28日、関西テレビ） - 木村のぞみ 役
- DRAMADA-J いつかの友情部、夏。（2009年9月10日・17日、関西テレビ） - 日下部守 役
- 誰も知らないJ学園 名カウンセラー（2010年、関西テレビ） - 関口 役
- 世界一難しい恋（2016年4月13日 - 6月15日、日本テレビ） - 三浦家康 役[18][19]
- 盲目のヨシノリ先生〜光を失って心が見えた〜（2016年8月27日、日本テレビ） - 緒ノ崎快 役[20]
- もみ消して冬〜わが家の問題なかったことに〜（2018年1月13日 - 3月17日、日本テレビ） - 尾関光希 役[21]
  - もみ消して冬 2019夏〜夏でも寒くて死にそうです〜（2019年6月29日、日本テレビ）[22]
- 68歳の新入社員（2018年6月18日、関西テレビ） - 小野諒 役[23][24]
- 僕とシッポと神楽坂（2018年10月12日- 11月30日 、テレビ朝日） - 堀川広樹 役[25][26]
- 白衣の戦士!（2019年4月10日 - 6月19日、日本テレビ） - 斎藤光 役[27]
- 決してマネしないでください。（2019年10月26日 - 12月14日、NHK総合） - 主演・掛田理 役[9]
- 悪魔の手毬唄〜金田一耕助、ふたたび〜（2019年12月21日、フジテレビ） - 青池歌名雄 役[28]
- 鹿楓堂よついろ日和（2022年1月15日 - 3月19日、テレビ朝日） - 主演・スイ（東極京水） 役[29][30]
- 刑事7人（テレビ朝日） - 坂下路敏 役
  - 刑事7人 第8シリーズ（2022年7月13日 - 9月14日）[31]
  - 刑事7人 第9シリーズ（2023年6月7日 - 8月9日）[32]

### Webドラマ
- 炎の転校生 REBORN（2017年11月10日 - 配信、全8話、NETFLIXオリジナルドラマ） - グループ主演・コタキ駆 役[33]

### Web番組
- ヒミツの鹿楓堂（2022年1月23日 - 2月20日、TELASA）[34]

### 映画
- 寮フェス! 〜最後の七不思議〜（2012年） - 乃木康介 役
- 関西ジャニーズJr.の京都太秦行進曲!（2013年） - 田中光太郎 役
- 劇場版 仮面ティーチャー（2014年） - 生徒会長 役[35]
- 忍ジャニ参上! 未来への戦い（2014年） - 西の忍者・フウト役[36]
- 近キョリ恋愛（2014年） - 的場竜 役[37]
- プリンシパル〜恋する私はヒロインですか?〜（2018年） - 主演・舘林弦 役（黒島結菜とW主演）[38]

### バラエティ番組
- ハピくるっ! 関西ジャニーズJr.のスイーツ倶楽部（2011年 - 、関西テレビ） - 不定期
- ピーコ&兵動のピーチケパーチケ（2012年 - 2014年12月[39]、関西テレビ）[注 1] - 隔週出演

### テレビ番組
- サントリー1万人の第九（2022年12月17日予定、TBS） - メインパーソナリティ[41]

### 舞台
- MORSE - モールス -（2015年11月13日 - 12月6日、東京グローブ座 / 12月9日 - 13日、シアターBRAVA!） - 主演・オスカー役[6]
- エレファント・マン（2020年10月27日 - 11月23日、世田谷パブリックシアター） - 主演・ジョン・メリック 役[42][43]
- 検察側の証人（2021年8月28日 - 9月12日、世田谷パブリックシアター / 9月16日 - 20日、兵庫県立芸術文化センター 阪急 中ホール / 9月23日 - 28日、枚方市総合文化芸術センター 関西医大 大ホール） - 主演・レナード 役[44]
- ザ・ビューティフル・ゲーム（2023年1月7日 - 26日、日生劇場 / 2月4日 - 13日、梅田芸術劇場 メインホール） - 主演・ ジョン 役[45]
- DEATH TAKES A HOLIDAY（2024年9月28日 - 10月20日、東急シアターオーブ / 11月5日 - 16日、梅田芸術劇場 メインホール） - 主演・死神 / サーキ 役[46]
- 梨泰院クラス（2025年6月9日 - 30日、東京建物 Brillia HALL / 7月6日 - 11日、箕面市立文化芸能劇場大ホール / 7月18日 - 21日、アイプラザ豊橋） - 主演・パク・セロイ 役[47]

### イベント
- 横山万博（2025年9月11日予定、大阪・関西万博 EXPO アリーナ「Matsuri」）[48]

### ラジオドラマ
- 笑福亭鶴瓶 日曜日のそれ「ラクゴドラマ 文七元結」（2024年9月1日、ニッポン放送） - 文七 役[49]

### CM・広告
- ガンホー・オンライン・エンターテイメント「パズドラクロス 神の章／龍の章」（2016年7月 - ） - 相葉雅紀と共演[50]
- ストライプインターナショナル「earth music&ecology」（2018年10月 - ）※関西限定[51]
- 花王エスト「エスト ザ ローション」（2023年5月 - ） - アンバサダー就任[52]

### 雑誌
- 日之出出版『FINEBOYS』（2016年3月号[7] - 2022年10月号[53]） - レギュラーモデル
- 集英社『Myojo』「ワルガキ・ロック〜Boys will be boys〜」 - 菊池風磨との合同連載。
- カエルム『NYLON JAPAN』「BE HOPEFUL CREATIVE」（2022年12月号 - 2024年11月号）[54][55]

## 受賞歴
- 第28回読売演劇大賞（2020年）[56]
  - 優秀男優賞
  - 杉村春子賞